# Jonathan (1970)
Jonathan (Alternativtitel: Vampire sterben nicht) ist ein 1970 gedrehter deutscher Spielfilm des Regisseurs Hans W. Geißendörfer mit Jürgen Jung und Paul Albert Krumm in den Hauptrollen. Das Drehbuch stammt vom Regisseur selbst, sehr frei nach dem Roman Dracula (1897) von Bram Stoker. In der Bundesrepublik Deutschland kam der Streifen das erste Mal am 15. Mai 1970 in die Kinos.

## Handlung
In einem imaginären Land, in einer imaginären Zeit herrschen auf einem Schloss Vampire. Der ständige Einbruch dieser „Untoten“ in eine geordnete Welt ruft die Bevölkerung auf den Plan. Man beschließt, einen jungen Mann namens Jonathan als Kundschafter loszuschicken. Erschreckende, furchtbare Erlebnisse erwarten diesen: Überfall auf seinen Wagen, Überfall durch einen Vagabunden, zerstörte Dörfer mit entsetzlich zugerichteten Leichen, Erliegen allen intimen, privaten und gemeinschaftlichen Lebens aus Furcht vor den Eingriffen der Blutsauger, an deren Spitze der besonders rigorose Schlossherr steht, schließlich Gefangennahme und Folterung. 
Doch dann wendet sich das Blatt. Die übrig gebliebenen Bauern und Bürger raffen sich zur Tat auf. In einem großen Angriff wird das Schloss gestürmt, werden die Vampire gnadenlos gejagt, ihrerseits gequält und zum Schluss die noch verbliebenen Vampire ins Meer getrieben. Der Spuk ist abgeschüttelt.

## Kritik
„H. W. Geissendörfer bereicherte in seinem ersten Kinospielfilm das Dracula-Genre nicht nur mit einer ausgesprochen kunstbesessenen Fotografie, sondern auch mit politischen Untertönen: Der Kampf gegen die feine Gesellschaft der «Untoten» wirkt oft wie eine makabre Anspielung auf die Studentenproteste des Jahres 1968. Leider kam dieser interessante Versuch gegen den Willen des Regisseurs nur in einer umgearbeiteten Fassung in den Verleih.“

„Der interessante Farbfilm eines jungen deutschen Debütanten, der die umstrittene These von der Anprangerung der Gewalt durch krasse Schilderung von Gewalt vertritt. Trotz des schockierenden, die Idee des Filmemachers auf den Kopf stellenden Schlusses: für erwachsene Filmfreunde sehr diskussionswürdig.“

„Prädikat «Wertvoll»“